# Eucalyptus brachyandra
Eucalyptus brachyandra är en myrtenväxtart som beskrevs av Ferdinand von Mueller. Eucalyptus brachyandra ingår i släktet Eucalyptus och familjen myrtenväxter. Inga underarter finns listade i Catalogue of Life.